# Vorkuta (flod)
Vorkuta (russisk: Воркута, tr. Vorkuta) er en flod i Republikken Komi og Nenetskij autonome okrug i Rusland. Den er en højre biflod til Usa, i Petjoras flodsystem og er 182 km lang med et afvandingsareal på 4.550 km².
Floden udspringer nær søen Bolsjaja Vorkuta vest for Poljarnyj Ural. Den løber i sydvestlig retning gennem mosefyldt tundra og passerer gennem byen Vorkuta og kulfelterne i området omkring byen, før den udmunder i Usa 50 km længere syd på.
Vorkuta er frosset til fra midten af oktober til begyndelsen af juni. Floden anvendes til vandforsyning for byerne i Vorkuta-kulfelterne.